# Dia da Ação do Coração
O Dia da Ação do Coração é um movimento cultural e social que consiste em representar a doação de amor e solidariedade através de corações confeccionados com tecido produzidos pela comunidade, originado em Santos/SP, litoral de São Paulo.
A Ação do Coração foi uma celebração de amor, de esperança e de fé que estreou reunindo mais de 20 mil pessoas na Praça Mauá, em Santos-SP, no dia dois de agosto de 2012, em homenagem a memória do ator santista Eduardo Furkini, falecido um ano antes, devido ao sucesso o projeto foi apresentado a Câmara que institui uma lei para inserir este evento ao calendário oficial de eventos culturais da cidade de Santos/SP.
A Ação foi realizada pela Associação Eduardo Furkini e durante a campanha, no mês de julho, em uma grande mobilização, as pessoas se reuniram para fazer corações de tecido de várias cores e tamanhos, recheados com uma boa intenção. No dia dois de agosto, na Praça Mauá, esses corações foram distribuídos em uma corrente de amor e fraternidade.

## História
A inspiração surgiu quando em uma viagem a cidade de Viena, na Áustria, o ator Eduardo Furkini conheceu a experiência de uma ONG que realizava um trabalho para chamar a atenção para a saúde do coração, promovendo uma grande exposição em praça pública com corações feitos de tecido. Esses corações foram confeccionados em várias cidades da Áustria nos mais variados tamanhos e cores. O público podia transitar no meio dos corações, escolher um e levá-lo para casa.
Motivado no meio dos corações, Eduardo teve a encantadora ideia de levar para o Brasil uma ação semelhante, só que aqui sua intenção era a de motivar as pessoas a doar amor. Os corações seriam feitos em tecido, de forma semelhante aos de Viena, porém, com a única condição de que o coração ao ser confeccionado fosse carregado com o sentimento de uma boa intenção para a pessoa que for pegá-lo e levá-lo para casa, gerando assim uma corrente de amor. Porém, ele faleceu antes da concretização desse desejo.
A Ação do Coração é uma celebração de amor, de esperança, de fé e de doação que reúne milhares de pessoas em diversos lugares do Brasil e em outros países, sempre no dia dois de agosto. A Ação foi criada e é realizada pela Associação que leva o nome do ator e há uma grande mobilização onde as pessoas reúnem-se para confeccionar corações de tecido de várias cores e tamanhos, recheados com uma boa intenção. Além de fazerem doações que colaborem com Instituições de auxílio e caridade, Organizações Não Governamentais e com as Secretarias de Ação Social do município participante. O ponto alto da “Ação do Coração” é a distribuição em praça pública dos corações confeccionados e une dezenas de milhares de pessoas em uma consagração ecumênica pela paz, pela união dos povos e principalmente pela vida. Em Santos, o dia 2 de agosto passou a figurar no calendário oficial da cidade pois A Lei Municipal Nº 2.884 de 19 de dezembro de 2012, instituiu o “Dia da Ação do Coração”.

## Eduardo Furkini
Eduardo Furkini nasceu em 19/03/1979, era uma pessoa dinâmica e idealizadora. Possuía muitas habilidades profissionais, era um excelente ator, produtor criativo e administrador competente. Atuou em vários espetáculos adultos e infantis, performances, filmes e vídeos institucionais. Emocionou o público seja como Príncipe na tetralogia Era Uma Vez, como o atrapalhado Crisanto, da Guerra mais ou menos santa, de Mário Brassini ou como o inesquecível e ranzinza Cravo, do Concerto para a vida.
Enquanto produtor e administrador, entre outras atividades, fundou na década de 1.990 a Cia. de Teatro Era Uma Vez que continua ativa e levando o nome de Santos a várias cidades do país; idealizou o projeto “A Escola vai ao Teatro”, que possibilitou a milhares de crianças o primeiro contato com essa arte. Desde 2010 exercia o cargo de presidente do Instituto Cultural Vasco Carmano Gonçalves, uma Oscip que trabalha em projetos socioculturais e de responsabilidade social para empresas possibilitando a população carente o acesso à cultura.
Infelizmente, vítima de problemas cardíacos Eduardo faleceu em 02/08/2011 com o sonho de realizar o Projeto Ação do Coração no Brasil.

## Associação Eduardo Furkini
Como uma maneira de preservar a memória de José Eduardo Gonçalvez, em artes - Eduardo Furkini, seu irmão Alexandre Camilo criou a Associação Eduardo Furkini-AEF que foi fundada em 02 de setembro de 2011, 30 (trinta) dias após a morte de Eduardo Furkini. É uma sociedade civil sem fins lucrativos. 
O objetivo social da AEF é atender jovens a partir dos 18 anos por meio de concessão de bolsas de estudos prioritariamente para a formação em profissões ligadas a saúde, turismo, idiomas, contadores de histórias, artes e esportes. Além da Ação do Coração, a Associação realiza outros projetos, colaborando desenvolvimento Cultural de Jovens da região.
Em poucos anos a AEF já possibilitou a concessão de bolsas na área da cultura. Foram concedidas dezenas de bolsas para o curso de contadores de história e de incentivo à música. Desse trabalho inicial surgiram os projetos: Semeando Histórias e Quarteto de Cordas Eduardo Furkini.

## Projeto Grupo Semeando Histórias
O Grupo Semeando Histórias foi criado pela AEF, em maio de 2012. Seu objetivo é levar a arte de narrar histórias às pessoas que são atendidas em instituições como casas de repouso, creches, escolas e hospitais.
O principal fio condutor do trabalho do Grupo Semeando Histórias é de forma lúdica e educativa passar para os seus interlocutores “o quanto uma história bem trabalhada pode atingir de forma positiva uma pessoa”.
Uma vez por mês os membros do grupo se reúnem para discutir, aprofundar, refletir e escolher a temática de histórias que permeará a atuação do grupo.

## Projeto Quarteto de Cordas Eduardo Furkini
O Quarteto de Cordas Eduardo Furkini foi formado pela AEF em setembro de 2012 com o objetivo de oportunizar a formação musical e artística, proporcionando desenvolvimento pessoal e viabilizando a profissionalização de jovens talentos.

## Mobilização
A mobilização ocorreu com o apoio de um jornal de grande circulação na cidade. Ongs contribuíram formando grupos de pessoas que fariam e ajudariam a fazer milhares de corações de tecido para serem distribuídos em uma das praças populares da cidade em 02 de agosto de 2012. A convocação feita por Alexandre Camilo foi atendida por pessoas de toda a região e cidades próximas, o que fez com que a ação se difundisse por toda a Baixada Santista.
A ação chegou a Santa Maria, no Rio Grande do Sul, onde ocorreu a tragédia da Boate Kiss, a cidade participou da ação na mesma data em que foi realizada pela segunda vez em Santos, no ano de 2013. Em Santa Maria, a ação se tornou conhecida e foi organizada através do pai de uma das vítimas do incêndio.

## Lei Nº 2884, de 19 de dezembro de 2012
INSTITUI NO CALENDÁRIO OFICIAL DO MUNICÍPIO DE SANTOS O "DIA DA AÇÃO DO CORAÇÃO", E DÁ OUTRAS PROVIDÊNCIAS.
JOÃO PAULO TAVARES PAPA, Prefeito Municipal de Santos, faço saber que a Câmara Municipal aprovou em sessão realizada em 14 de dezembro de 2012 e eu sanciono e promulgo a seguinte, LEI:
Art. 1º Fica instituído no Calendário Oficial do Município o "Dia da Ação do Coração", a ser comemorado, anualmente, no dia 02 de agosto.
Art. 2º As despesas com a execução desta lei correrão por dotação orçamentária própria, suplementada se necessário.
Art. 3º Esta lei entra em vigor na data da publicação.
Registre-se e publique-se.
Palácio "José Bonifácio", em 19 de dezembro de 2012.
JOÃO PAULO TAVARES PAPA
Prefeito Municipal
Registrada no livro competente.
Departamento de Registro de Atos Oficiais do Gabinete do Prefeito Municipal, em 19 de dezembro de 2012.
ANA PAULA PRADO CARREIRA
Chefe do Departamento

## Livro "O dia do amor"
O Livro “O Dia do Amor” retrata a primeira Ação do Coração que ocorreu em 02 de agosto de 2012. Na qual estiveram presentes mais de 26 mil pessoas e quase 60 mil corações foram colocados na Praça Mauá
Neste livro, essa linda história está detalhada em 313 imagens clicadas por cerca de 30 fotógrafos da região. Além das fotos, reúne artigos e depoimentos de jornalistas importantes e personalidades da Baixada Santista.
O livro, produzido de forma independente, é uma obra de arte e começou a ser vendido, no dia 26 de janeiro de 2013, no foyer do Coliseu. Com tamanho 23 cm por 27 cm, é impresso em papel couché 150 e tem 244 páginas. 
Segundo Alexandre Camilo, a ideia do livro surgiu para fazer o registro da Ação, e explicar como funciona a iniciativa. “Qualquer pessoa, em qualquer lugar do planeta, pode realizar a Ação do Coração. Mas há uma maneira de proceder. Não há vínculo político, religioso e nem patrocínio. Temos apoiadores. É uma iniciativa de amor, para fazer o bem”, explicou ele. Daí a frase que exemplifica o projeto: “Veja do que o amor é capaz”.

## Tema do Dia da Ação do Coração 2013
O tema escolhido para a Ação do Coração de 2013 foi “Tempo Presente: tempo de doar, tempo de perdoar, tempo de paz”. 
De acordo com Camilo, o termo tempo presente vai além do momento vivido, simbolizando o presente que ganhamos todo dia. “O perdão é uma forma muito especial de amor. Só perdoa quem tem amor no coração, e é isso que nós queremos exercitar dentro das pessoas. O ato de amar e de doar amor” encerra o idealizador do projeto.

## Tema do Dia da Ação do Coração 2014
O tema da Ação do Coração do ano de 2014 é Família: Coração da Sociedade! Com este tema, queremos trazer a reflexão, o papel e o valor da família. A frase nasceu da inquietude do meu coração. Inquietude de quem não consegue entender, nem tão pouco aceitar o que, todos os dias, vemos e ouvimos nos noticiários:  filhos matando seus pais. Pais, matando seus filhos. Vale lembrar que o abandono é também uma forma de morte! De querer, ou pelo menos de tentar que o outro seja isolado da sua vida!
Já foi dito que a família é a Cellular Matter da sociedade. E nós nos enchemos de entusiasmos e proclamarmos: a Família é o Coração da Sociedade. 

## Arrecadação 2014
A Ação do Coração de 2014, que foi realizada no dia 2 de agosto, em Santos, no litoral de São Paulo, arrecadou 8187 brinquedos, cinco toneladas de alimentos, e 26297 peças de roupa, agasalhos e sapatos.
Parte dos alimentos foi entregue ao Fundo Social de Solidariedade de Santos, que era um dos postos de coleta da campanha, e que distribui as doações à entidades da Baixada Santista.
Os demais alimentos foram levados ao Fundo Social de Pedro de Toledo e às comunidades do Vale do Ribeira, onde também foram entregues as roupas. Os brinquedos serão encaminhados ao Alto do Pajeú, no Sertão Pernambucano e à Brinquedoteca da Santa Casa de Santos.

## Como realizar a Ação do Coração fora da cidade de Santos?
A Associação Eduardo Furkini, é detentora da marca "Ação do Coração", e a realização da campanha fora da cidade de Santos deve respeitar alguns critérios:
1. A "Ação do Coração" é marca registrada juridicamente, portanto, ninguém pode realiza-lá,  sem o devido contato com a detentora do registro, a Associação Eduardo Furkini;
2. Para a realização da Ação do Coração, existe uma  Norma Básica Jurídica, que as cidades que desejarem realizá-la, devem observar, à partir da assinatura de um termo de parceria;
3. A data do dia 13 de junho é o dia do lançamento oficial da Ação do Coração  em todo o mundo. A mesma não pode ser veiculada em nenhum tipo de mídia antes desta data;
4. A Ação do Coração não tem qualquer vínculo político/partidário, tão pouco religioso. É uma Ação para a doação de amor, carinho e respeito ao próximo;
5. Observações: o poder público, os grupos ecumênicos que existem na cidade, o fundo social, as escolas e as entidades civis devem estar devidamente articulados, de modo a promover as oficinas e todo o trabalho que antecede a entrega dos corações em praça pública no dia 02 de agosto.

Para realizar a Ação do Coração, entre em contato com a Associação Eduardo Furkini, de modo a esclarecer os pontos necessários e encaminhamento das normas básicas de participação, neste movimento de Amor.